# Pistolet maszynowy Suomi
Suomi KP/-31 – fiński pistolet maszynowy skonstruowany przez Aimo Johannesa Lahti w 1930 roku. Podstawowy pistolet maszynowy armii fińskiej w trakcie wojny zimowej i wojny kontynuacyjnej. Wycofany z uzbrojenia w latach 90 XX wieku.

## Historia

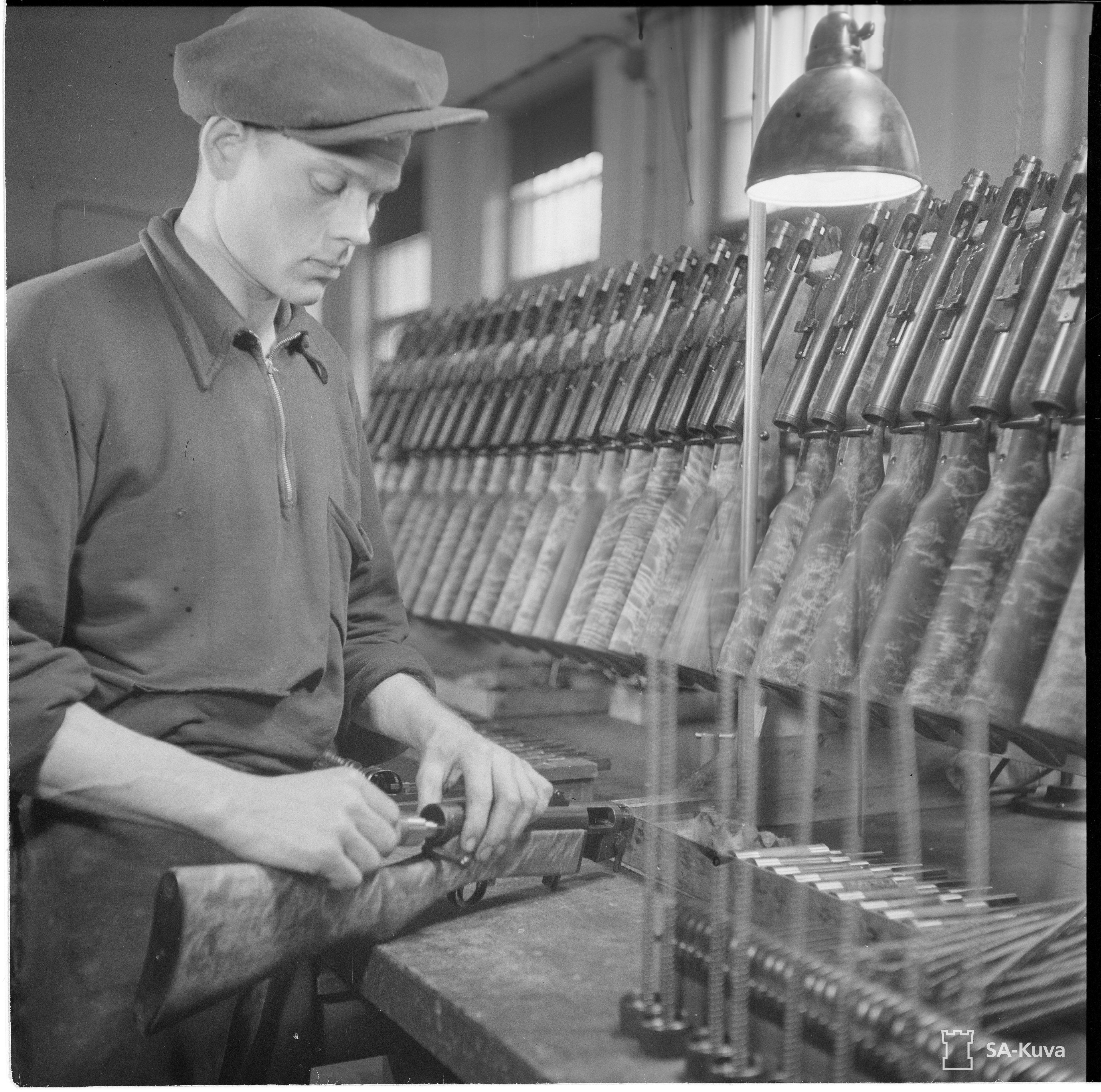
Produkcja Suomi w 1942 r.

Aimo Lahti rozpoczął prace nad pistoletem maszynowym już w 1921 roku, jednak dopiero dekadę później dopracował swój projekt, tworząc broń udaną i niezawodną dostosowaną do użytkowania w trudnych warunkach, jakimi był klimat polarny.
Suomi KP/-31 został przyjęty na wyposażenie armii fińskiej, uruchomiono też jego eksport oraz produkcję licencyjną między innymi w Danii, Szwecji i Szwajcarii. Wprowadzenie nowego pistoletu maszynowego wymogło na armii fińskiej przejście z dotychczas używanego podstawowego naboju pistoletowego 7,65 × 22 mm na 9 × 19 mm. Wywołało to pewne perturbacje w systemie zaopatrzenia, ponieważ wybuch wojny zimowej w 1939 roku zastał fińskie siły zbrojne w trakcie procesu przezbrajania. W momencie wybuchu wojny na stanie armii fińskiej znajdowało się 4 tys. egzemplarzy Suomi KP/-31.

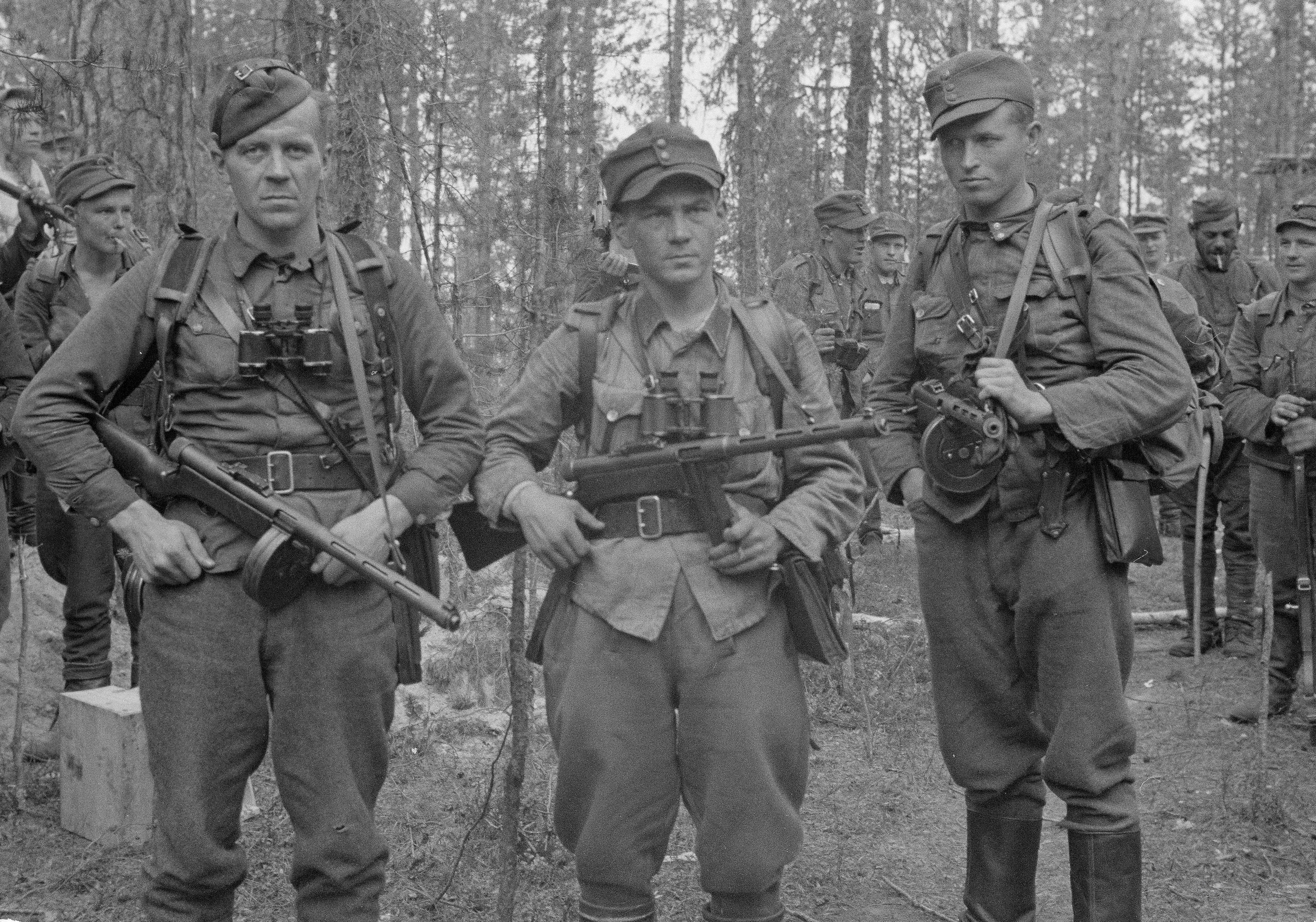
Fińscy żołnierze uzbrojeni w Suomi KP/-31 (1942 r.)

Nowa broń okazała się jednak wyjątkowo skuteczna, a intensywna produkcja wojenna sprawiła że w ciągu roku na wyposażeniu znalazło się już blisko 57 tys. tych pistoletów maszynowych. Do jesieni 1942 roku wyprodukowano wystarczającą liczbę Suomi, by przydzielić jeden egzemplarz do każdej drużyny strzeleckiej (liczącej 9 osób). Do końca 1943 roku na jedną drużynę przypadały już dwa egzemplarze, a do lata 1944 roku częściowo wykonano plan wprowadzenia trzeciego, co jednak przerwano w związku z wycofaniem się Finlandii z wojny. 
Suomi były używane przez armię fińską jeszcze długo po wojnie. W lecie 1957 roku posiadała ona nadal około 53,6 tys. egzemplarzy tej broni. W latach 60 i 70 XX wieku do uzbrojenia zaczęto wprowadzać karabinki automatyczne Valmet M62 i Valmet M76, które zastępowały starsze typy broni strzeleckiej. Wiązało się to z wycofaniem pistoletów maszynowych z jednostek pierwszoliniowych, jednak Suomi KP/-31 pozostały na wyposażeniu jednostek drugoliniowych aż do lat 90 XX wieku, kiedy to duże zakupy karabinków z rodziny AKM z Niemiec i Chin pozwoliły na całkowite wycofanie pistoletów maszynowych ze służby. Część Suomi nadal jest jednak magazynowana jako rezerwa mobilizacyjna lub na użytek rezerwowych sił policji.

### W Polsce
W okresie międzywojennym pistolety maszynowe Suomi znajdowały się także na uzbrojeniu polskiej Policji Państwowej. Zostały zakupione w pierwszej połowie lat trzydziestych XX wieku w ilości ok. 100 sztuk wraz z magazynkami na 25 i 70 nabojów. Używane były też przez Wojsko Polskie w ograniczonym zakresie. Na stałe przydzielono je do 1 dywizjonu żandarmerii i ochrony GISZ w liczbie 3 szt., MSWojsk. w liczbie 3 szt., Sztab Główny 2 szt., Komenda Miasta 2 szt. Znany jest przypadek wypożyczenia 31 sztuk jednostek tej broni we wrześniu 1938 roku do 24 Pułku Ułanów na ćwiczenia. Podczas walk wrześniowych SGO „Polesie” załoga samolotu szkolnego PWS-26 w składzie por. pil. Edmund Piorunkiewicz i obserwatorzy: por. rez. Józef Wodnicki oraz ppor. rez. Konstanty Radziwiłł (zamiennie) z 13 Eskadry Szkolnej (II pluton rozpoznawczy) używała pistoletu maszynowego Suomi jako uzbrojenia obronnego samolotu.

## Wersje
- KP/-31 – pierwsza wersja seryjna.

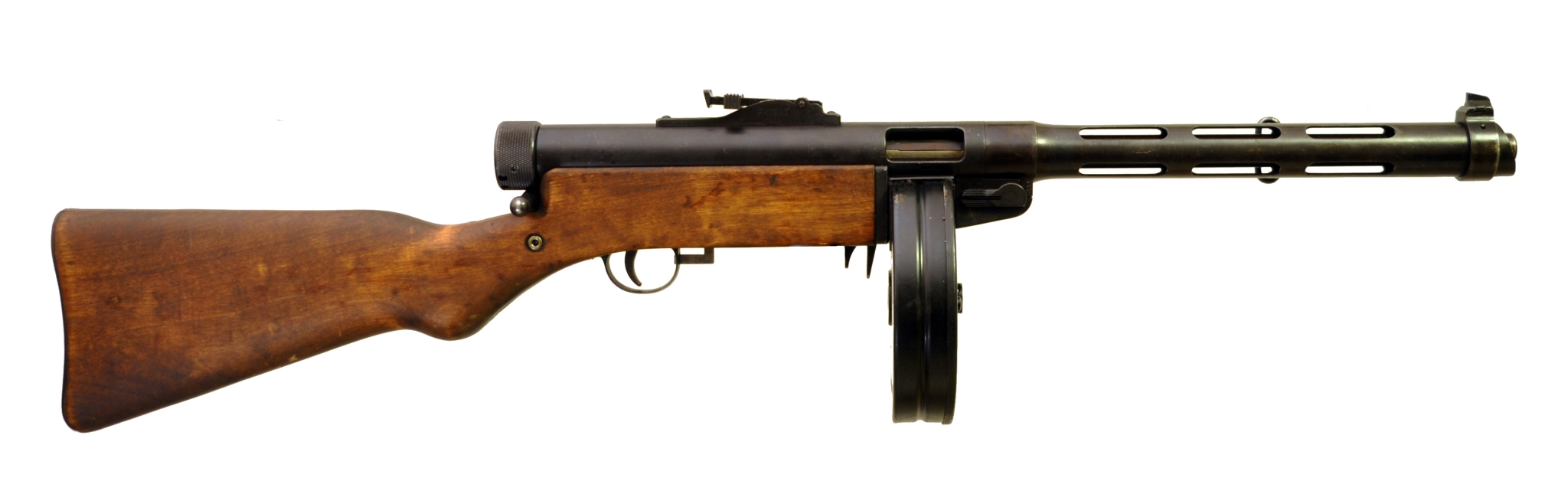
KP/-31 (wersja podstawowa)

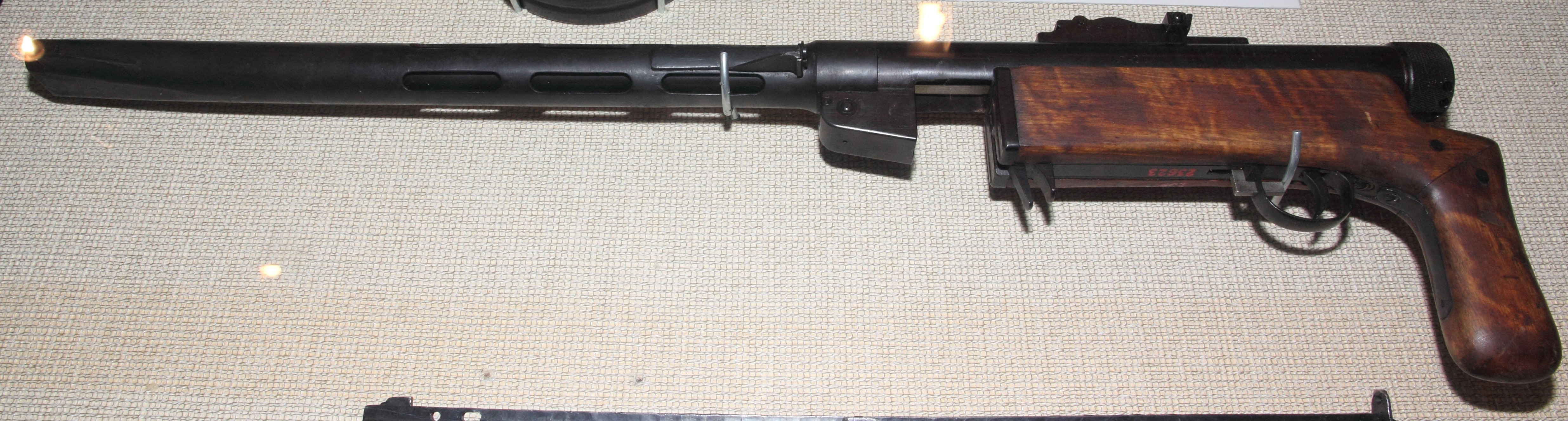
KP/-31 „KORSU” (wersja dla załóg fortecznych)

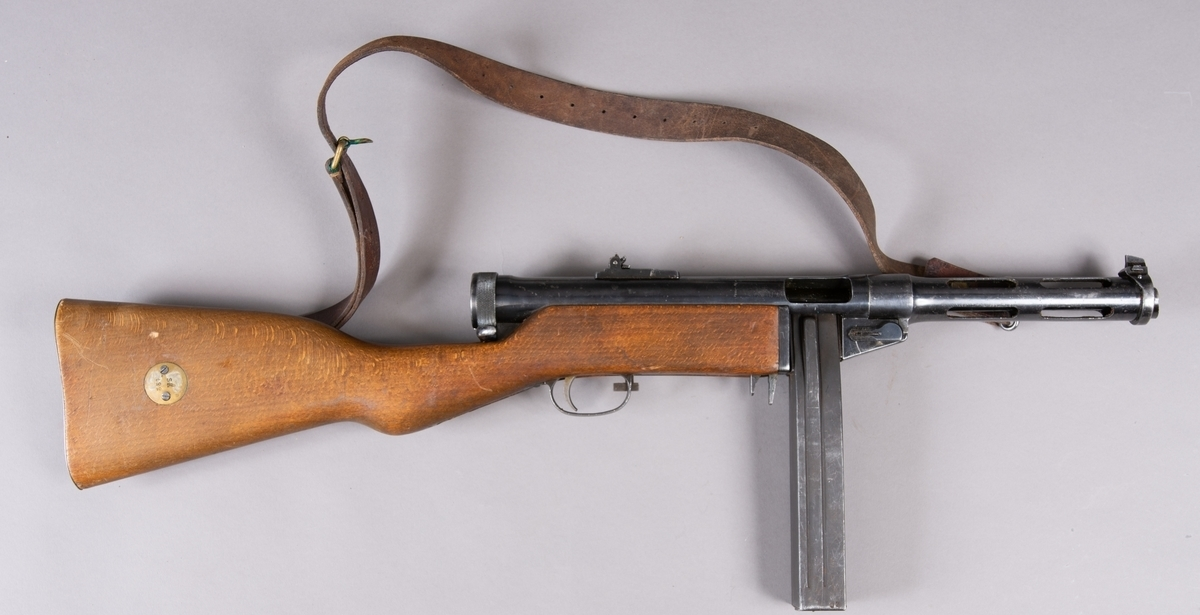
Kpist m/37-39 (wersja szwedzka)

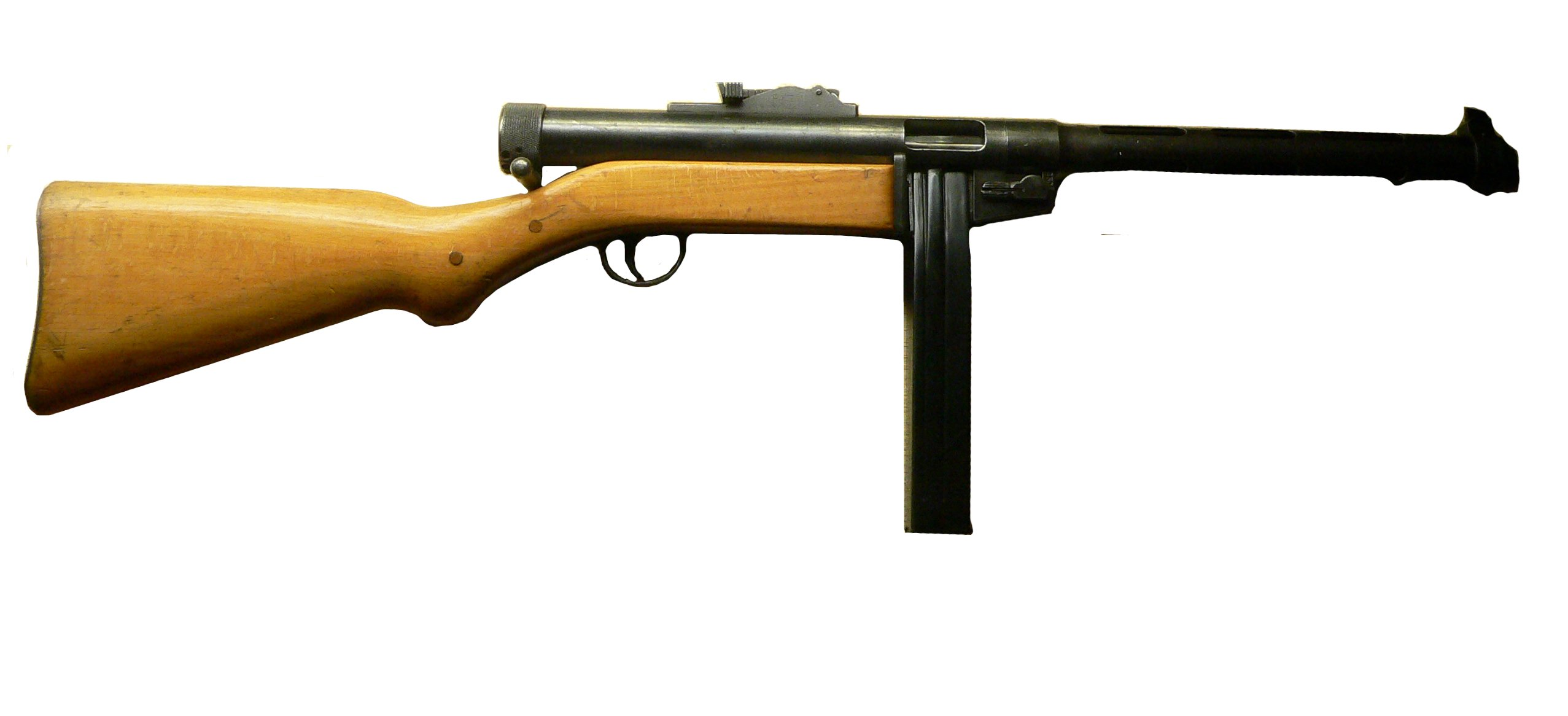
MP 43/44 (wersja szwajcarska)

- KP/-31 SJR – wersja z lufą zakończoną tłumikiem płomieni.
- KP/-31 „KORSU” – wersja przeznaczona dla jednostek fortecznych. Pozbawiona kolby (zamiast niej miała chwyt pistoletowy). Lufa wyposażona w długi płaszcz tłumiący płomień wylotowy i zapobiegający dostawaniu się gazów prochowych do wnętrza bunkra.
- KP/-31 „TANKKI” – pozbawiona kolby wersja KP/31 z zakończeniem osłony lufy przystosowanym do współpracy z otworami strzelniczymi w pancerzach czołgów. Wyprodukowano tylko 31 sztuk.
- KP/-42 – wersja o uproszczonej konstrukcji, z nowym celownikiem i muszką z osłonami bocznymi.
- Kpist m/37 – szwedzka wersja kalibru 9 × 20 mm SR Browning Long.
- Kpist m/37-39 – szwedzka wersja ze skróconą lufą kalibru 9 × 19 mm Parabellum.

## Opis techniczny
Pistolet maszynowy Suomi działał na zasadzie odrzutu swobodnego zamka, ale odróżniał się od innych bardzo masywną konstrukcją. Komora zamkowa nie miała otworów, co zmniejszało prawdopodobieństwo zacięcia się broni wskutek zanieczyszczenia. Konstrukcja mechanizmu spustowego pozwala na prowadzenie ognia pojedynczego lub ciągłego. Rzadko spotykanym w pistoletach maszynowych rozwiązaniem była szybkowymienna lufa, typowa raczej dla karabinów maszynowych. Bębnowy magazynek na 70 naboi do Suomi (magazynek ten mieścił maksymalnie 72 naboje, lecz taka liczba powodowała zacinanie się broni) został później skopiowany przez Rosjan i użyty w pistoletach maszynowych PPD i PPSz. Poza magazynkami bębnowymi wykorzystywano także magazynki pudełkowe o pojemności 20, 36, 40 naboi (dwurzędowe) i pudełkowe 50 nabojowe (czterorzędowe). Przyrządy celownicze składają się z muszki i celownika krzywkowego ze szczerbinką z nastawem od 100 do 500 m.

## Dane taktyczno-techniczne
| Wzór                                                | KP/-31               | KP/-31 SJR           | KP/-31 KORSU         | KP/-31 TANKKI        |
| Nabój                                               | 9 × 19 mm Parabellum | 9 × 19 mm Parabellum | 9 × 19 mm Parabellum | 9 × 19 mm Parabellum |
| Masa broni bez magazynka/z magazynkiem 50 nab. (kg) | 4,6/5,75             | 4,9/6,05             | 4,35                 | ??                   |
| Długość broni (mm)                                  | 870                  | 925                  | 745                  | 610                  |
| Długość lufy (mm)                                   | 314                  | ??                   | ??                   | ??                   |
| Długość linii celowniczej (mm)                      | ??                   | ??                   | ??                   | ??                   |
| Szybkostrzelność teoretyczna (strz./min)            | 900                  | ??                   | ??                   | ??                   |
| Prędkość początkowa pocisku (m/s)                   | 380–400              | ??                   | ??                   | ??                   |
| Zasięg efektywny (m)                                | 200                  | 200                  | 200                  | 200                  |